# Le Beugnon
Le Beugnon ist eine Commune déléguée in der französischen Gemeinde Beugnon-Thireuil mit 288 Einwohnern (Stand: 1. Januar 2022) im Département Deux-Sèvres in der Region Nouvelle-Aquitaine (vor 2016: Poitou-Charentes). Die Einwohner werden Beugnonnais genannt.
Die Gemeinde Le Beugnon wurde am 1. Januar 2019 mit La Chapelle-Thireuil zur Commune nouvelle Beugnon-Thireuil zusammengeschlossen. Sie hat seither den Status einer Commune déléguée. Die Gemeinde Le Beugnon gehörte zum Arrondissement Niort und zum Kanton Autize-Égray.

## Lage
Le Beugnon liegt etwa 18 Kilometer westsüdwestlich von Parthenay. 
Umgeben wurde die Gemeinde Le Beugnon von den Nachbargemeinden Vernoux-en-Gâtine im Westen und Norden, Secondigny im Nordosten und Osten, Fenioux im Süden, La Chapelle-Thireuil im Südwesten sowie Scillé im Westen.

## Bevölkerungsentwicklung
| Jahr                       | 1962 | 1968 | 1975 | 1982 | 1990 | 1999 | 2006 | 2013 |
| Einwohner                  | 594  | 515  | 442  | 401  | 355  | 363  | 335  | 302  |
| Quellen: Cassini und INSEE |      |      |      |      |      |      |      |      |

## Sehenswürdigkeiten

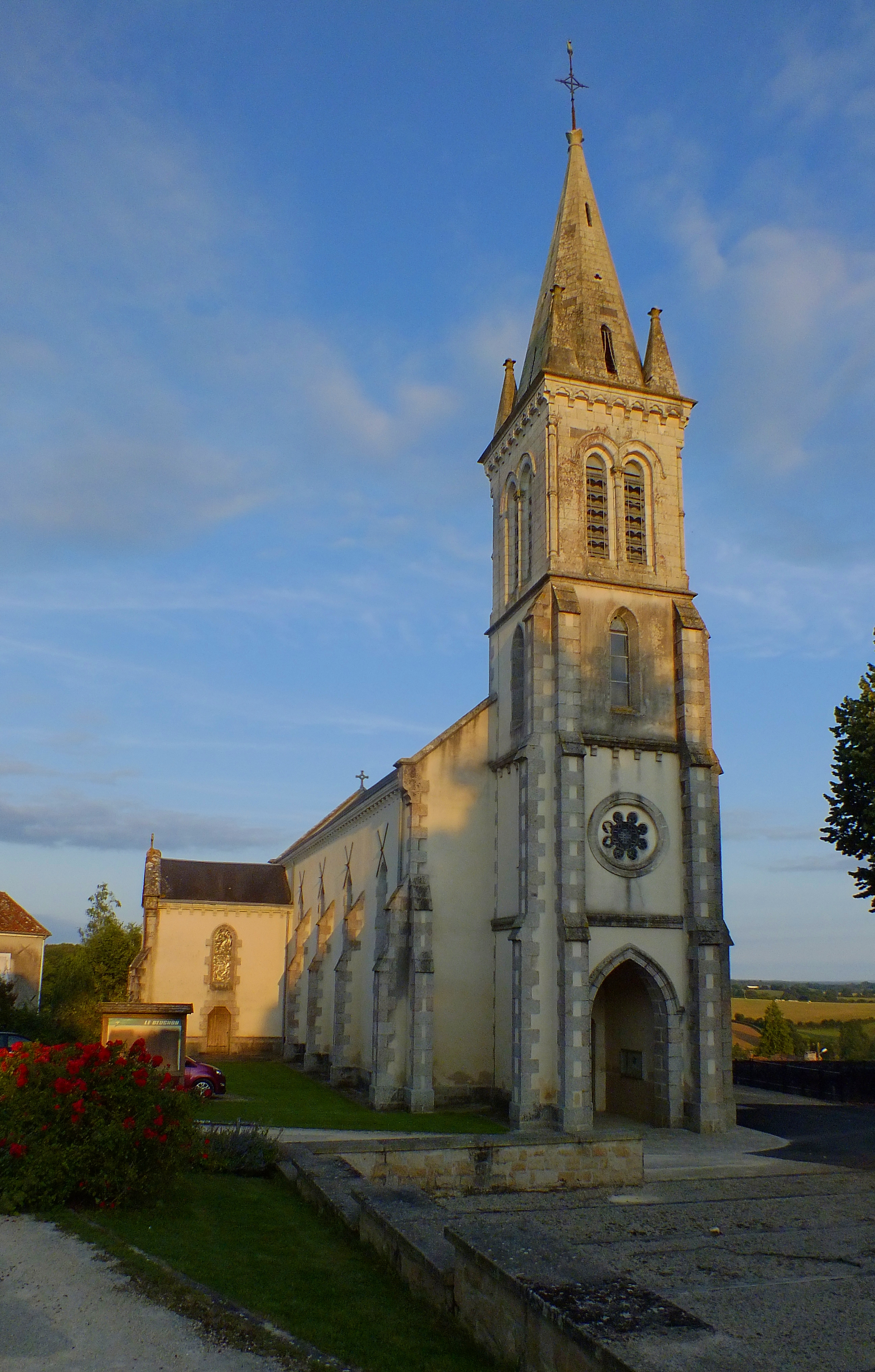
Kirche Saint-Maurice

- Kirche Saint-Maurice
- Haus La Bonnière, heute Gutshof